# 天主教烏馬瓦卡自治監督區
天主教烏馬瓦卡自治監督區（拉丁語：Praelatura Territorialis Humahuacensis）是阿根廷一個羅馬天主教自治監督區，屬薩爾塔總教區。
監督區成立於1969年9月8日，包括胡胡伊省西北部和薩爾塔省北部。2004年有教友80,000人（佔轄區總人口84.2%）、十一個堂區、二十名司鐸。
現任監督為傅倫里·斐利·帕雷德斯-克魯斯，榮休監督為伯多祿·瑪利亞·奧爾梅多-里貝羅。